# Fiamme Oro Rugby
Il Gruppo Sportivo Fiamme Oro Rugby è la sezione rugby del G.S. Fiamme Oro, la divisione sportiva della Polizia di Stato.
La nomina degli organismi dirigenti del Gruppo è in capo al Ministero dell'interno.
La formazione nacque a Padova nel 1955, dove vinse tutti i suoi principali trofei, divenendo una protagonista del campionato italiano nonché la prima squadra della città veneta, prima della serie di trofei del Petrarca, a laurearsi campione d’Italia.
Dal 1987 la squadra ha sede a Roma e disputa le partite interne presso il centro sportivo della Polizia di Stato, campo rugby “Renato Gamboni”, della caserma Stefano Gelsomini in località Ponte Galeria, località sulla via Portuense in prossimità del comune di Fiumicino.

## Storia
La nascita della sezione rugby delle Fiamme Oro risale al 1955, cioè circa un anno dopo la fondazione del Gruppo sportivo.
Essa avvenne per iniziativa di una ventina di agenti del II reparto mobile di Padova che, nel dopolavoro, usavano darsi appuntamento per disputare incontri di rugby a 15.

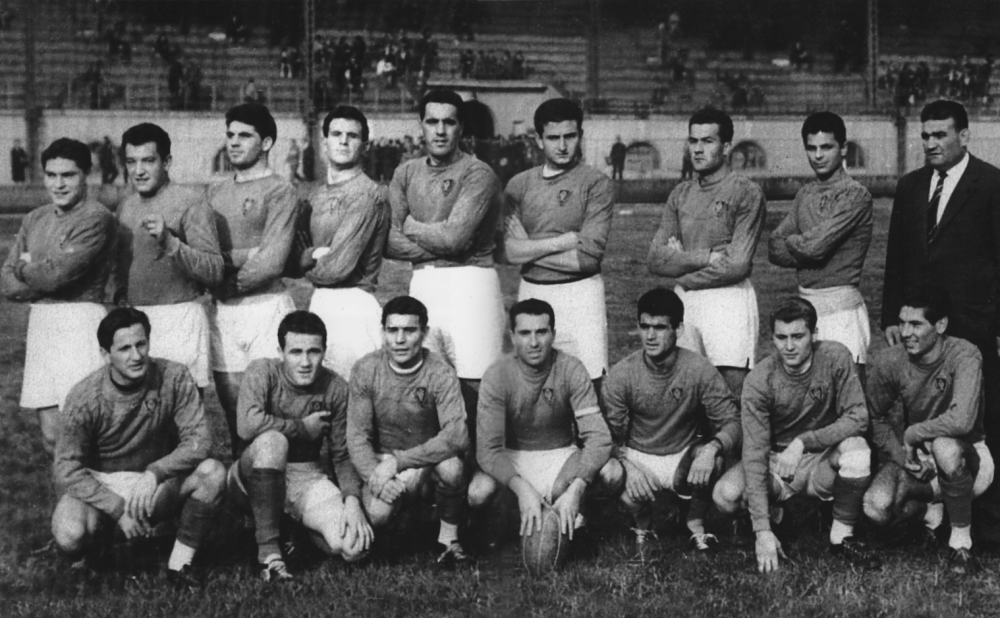
Le Fiamme Oro campioni d’Italia 1957-58

Ben presto l'iniziativa amatoriale ricevette il sigillo dell'ufficialità e la squadra fu associata al Gruppo sportivo e iscritta al campionato nazionale di serie A, imponendosi ben presto come una delle più organizzate e tecnicamente valide del panorama rugbistico nazionale: essa infatti, esordiente nel 1956-57, vinse quattro titoli consecutivi dal 1957-58 al 1960-61: i primi due battendo in finale rispettivamente Rugby Milano e L’Aquila, gli altri per distacco: nel 1959 con 8 vittorie su 10 incontri del girone finale, nel 1961 con 10 su 10.
Da notare che, in quest'ultimo torneo, le Fiamme Oro si presentarono con due squadre, quella di Padova e un'altra, di nuova formazione, con base a Firenze, che riuscì anch'essa a qualificarsi per il girone finale; così come nel 1957-58, quando ai play-out salvezza prese parte una formazione delle Fiamme Oro con sede a Mestre, classificatasi ai vertici di serie B.
In tale periodo di assolo dominio del campionato, le Fiamme Oro fornirono fino a 12 giocatori alla nazionale italiana.
Un'ennesima riforma del campionato eliminò pure il girone finale e istituì il girone unico; nel 1966-67 arrivarono primi a pari merito con L'Aquila, ma persero contro gli abruzzesi l'incontro di spareggio.
Nel 1967-68 le Fiamme Oro tornarono dopo sette anni alla vittoria nel campionato nazionale e, contestualmente, vinsero la prima di quattro Coppe Italia.
Gli eventi sociopolitici che fecero seguito al movimento del Sessantotto causarono la perdita di prestigio della Polizia di Stato e di tutto ciò ad essa collegato, compreso il Gruppo sportivo.
Nel decennio successivo le Fiamme Oro vinsero altre tre Coppe Italia (nel 1969 e nel biennio 1971-1972), ma ormai il momento di massimo splendore era alle spalle: alla fine della stagione 1977-78, dopo 22 campionati di serie A, la squadra retrocedette e il gruppo fu di fatto dismesso.
Durante tutta la permanenza a Padova la squadra disputò le sue partite interne allo stadio Daciano Colbachini, principalmente dedicato all'atletica leggera.
Nel 1985 il gruppo rugbistico fu ricostituito a Milano, presso il III reparto mobile, e grazie al merito sportivo pregresso la Federazione Italiana Rugby concesse l'iscrizione a partire dalla serie C1; nel 1987 il gruppo si trasferì a Roma e nel 1993 arrivò la promozione in serie A2.
Nel 1997 vi fu il ritorno in serie A1, serie nella quale le Fiamme Oro rimasero solo due stagioni, con un ottavo posto nel primo anno di permanenza.
Dopo una decina di stagioni disputate tra serie B e serie A2, al termine della stagione 2009-10 la squadra conquistò la promozione in serie A1, la seconda divisione nazionale. Il ritorno nella massima serie avvenne al termine della stagione 2011-12: pur avendo perso la finale dei play-off promozione con San Donà, la squadra fu ammessa nella massima divisione insieme a Viadana, riformatosi dopo che la franchigia degli Aironi abbandonarono il campionato Pro12. Dopo aver accolto la richiesta di rientro del Viadana, la Federazione ampliò l'organico del campionato d'Eccellenza da 10 a 12 squadre promuovendo d'ufficio le Fiamme Oro.
Durante l'Eccellenza 2013-14, la formazione romana si qualificò per la finale del Trofeo, torneo sostitutivo della Coppa Italia, dove incontrò il Rovigo padrone di casa e col favore dei pronostici; i Cremisi si aggiudicarono il trofeo imponendosi per 26-25 grazie ad un piazzato allo scadere di Nicola Benetti. Nella stagione successiva e nel 2016-17 le Fiamme terminarono la stagione regolare al quarto posto in classifica conquistando le semifinali scudetto, venendo tuttavia sconfitte rispettivamente da Rovigo e Petrarca.

## Cronistoria
| Cronistoria delle Fiamme Oro Rugby |
| --- |
| - 1955 · Fondazione della sezione rugby del Gruppo Sportivo Fiamme Oro a Padova - 1956 · Iscrizione in serie A - 1956-57 · 4º girone A serie A - 1957-58 · 2º girone B serie A; 1º girone semifinale Campione d'Italia (1º titolo) - 1958-59 · 2º girone A serie A Campione d'Italia (2º titolo) - 1959-60 · 1º girone A serie A; 1º girone finale Campione d'Italia (3º titolo) - 1960-61 · 1º girone B Eccellenza; 1º girone finale Campione d'Italia (4º titolo) - 1961-62 · 2º Eccellenza - 1962-63 · 2º Eccellenza - 1963-64 · 5º Eccellenza - 1964-65 · 5º Eccellenza - 1965-66 · 6º serie A - 1966-67 · 1º serie A; spareggio 1º posto - 1967-68 · 1º serie A Campione d'Italia (5º titolo) Coppa Italia (1º titolo) - 1968-69 · 3º serie A Coppa Italia (2º titolo) - 1969-70 · 4º serie A - 1970-71 · 3º serie A Coppa Italia (3º titolo) - 1971-72 · 3º serie A Coppa Italia (4º titolo) - 1972-73 · 4º serie A - 1973-74 · 9º serie A - 1974-75 · 7º serie A - 1975-76 · 7º serie A - 1976-77 · 6º serie A - 1977-78 · 13º serie A retrocessione in serie B - 1978 · Chiusura della sezione rugby - 1985 · Riapertura della sezione rugby a Milano - 1985-86 · 3º girone B serie C - 1986-87 · 2º girone B serie C - 1987 · Trasferimento della squadra a Roma - 1987-88 · 1º girone F serie C promozione in serie B - 1988-89 · 7º girone B serie B - 1989-90 · 8º girone B serie B - 1990-91 · 5º girone C serie B - 1991-92 · 2º girone C serie B - 1992-93 · 1º girone C serie B promozione in serie A2 - 1993-94 · 6º girone A serie A2 - 1994-95 · 2º girone D serie A2 - 1995-96 · 3º girone B serie A2 - 1996-97 · 1º serie A2 promozione in serie A1 - 1997-98 · 5º girone B serie A1; 3º poule salvezza - 1998-99 · 6º girone A serie A1; 6º poule salvezza retrocessione in serie A2 - 1999-2000 · 1º girone B serie A2; 5º poule promozione - 2000-01 · 6º serie A2 - 2001-02 · 8º serie A - 2002-03 · 14º serie A retrocessione in serie B - 2003-04 · 2º girone B serie B ripescaggio in serie A2 - 2004-05 · 12º girone B serie A retrocessione in serie B - 2005-06 · 1º girone D serie B; play-off promozione - 2006-07 · 5º girone D serie B - 2007-08 · 6º girone D serie B - 2008-09 · 1º girone D serie B promozione in serie A2 - 2009-10 · 3º serie A2 promozione in serie A1 - 2010-11 · 4º serie A1 - 2011-12 · 1º serie A1; finale ripescaggio in Eccellenza - 2012-13 · 8º Eccellenza - 2013-14 · 7º Eccellenza Trofeo Eccellenza (5º titolo) - 2014-15 · 4º Eccellenza; semifinali scudetto - 2015-16 · 7º Eccellenza - 2016-17 · 5º Eccellenza - 2017-18 · 4º Eccellenza; semifinali scudetto - 2018-19 · 5º TOP12 - 2019-20 · in TOP12; campionato sospeso causa pandemia di COVID-19 in Italia - 2020-21 · 7º TOP10 - 2021-22 · 6º TOP10 - 2022-23 · 5º TOP10 - 2023-24 · 7º serie A Élite - 2024-25 · 5º serie A Élite (sconf. finale Coppa Italia) |

## Colori e simboli
I colori sociali delle Fiamme Oro Rugby sono il cremisi, l'azzurro e l'oro, quelli propri del Gruppo sportivo, con una netta predominanza del cremisi, soprannome dei giocatori del club.
Il simbolo societario è una rivisitazione del leone presente sullo stemma araldico della Polizia di Stato: un leone d'oro rampante, linguato, tenente con la zampa anteriore destra un gladio fiammeggiante.

## Palmarès
- Campionati italiani: 5

1957-58, 1958-59, 1959-60, 1960-61, 1967-68
- Coppe Italia: 4

1967-68, 1968-69, 1970-71, 1971-72
- Trofei Eccellenza : 1

2013-14
Il club si è inoltre aggiudicato 7 titoli del campionato Riserve (1961, 1966, 1969, 1971, 1972, 1975, 1995).

## Stagioni sportive
Le stagioni sportive del club si riferiscono ai soli campionati maggiori professionistici di Lega.

## Giocatori di rilievo
Di seguito elencati i giocatori di maggiore rilievo internazionale selezionati nella nazionale italiana durante la militanza nelle Fiamme Oro:
- Alfio Angioli
- Angelo Autore
- Lucio Avigo
- Enzo Bellinazzo
- Dalmazio Bertoli
- Ottorino Bettarello
- Gastone Biadene
- Tiziano Casagrande
- Roberto Cinelli
- Umberto Cossara
- Gian Maria Del Bono
- Giovanni Di Cola
- Antonio Di Zitti
- Nello Francescato
- Adolfo Gerardo
- Umberto Levorato
- Giovanni Licata
- Roberto Luise
- Ercole Manni
- Manrico Marchetto
- Giuseppe Martini
- Roberto Martini
- Andrea Miele
- Pietro Monfeli
- Giancarlo Navarrini
- Mario Piovan
- Paolo Quintavalla
- Zeffirino Rossi
- Basilio Rovelli
- Carlo Salmaso
- Pietro Sguario
- Lamberto Simonelli
- Cristian Stoian
- Luigi Troiani
- Francesco Vialetto
- Francesco Zani

Fra gli altri giocatori di maggiore rilevanza internazionale che hanno vestito la maglia del club, si annoverano: Anacleto Altigieri, Andrea Bacchetti, Arturo Bergamasco, Michelangelo Biondelli, Carlo Canna, Giancarlo Cucchiella, Patrick Fa‘apale (Samoa), Simone Favaro, Giancarlo Navarrini, Pasquale Presutti, Roberto Quartaroli, Stefano Romagnoli, Michele Sepe.